# التهاب الجيوب الضغطي
التهاب الجيوب الضغطي، المعروف أيضًا باسم التهاب الجيوب الأنفية، أو الرضح الضغطي في الجيوب الأنفية هو التهاب مؤلم ونازف أحيانًا في غشاء تجاويف الجيوب الأنفية، وعادةً ما يكون في الجيوب الأنفية الأمامية. وهو ناتج عن اختلاف في ضغط الهواء داخل التجاويف وخارجها.

## الإصابة
عادةً ما يسبق الرضح الضغطي الجيوب الأنفية عدوى أو حساسية في الجهاز التنفسي العلوي. يعاني الشخص المصاب من ألم حاد مفاجئ في الوجه أو صداع أثناء الهبوط يزداد مع اقتراب الطائرة من مستوى الأرض. يمكن أن يصبح الألم في النهاية مخربًا ما لم ينعكس الضغط المحيط.
يؤدي اختلاف الضغط إلى تورم البطانة المخاطية للجيوب الأنفية ويتبعها نزيف تحت المخاطي مع مزيد من الصعوبات في تهوية الجيوب الأنفية، خاصة إذا كانت الفتحات متورطة. في النهاية سوف يملأ السائل أو الدم الفراغ.
في معظم حالات الرضح الضغطي الجيبي، يكون الألم الموضعي في المنطقة الأمامية هو العرض الأشيع. يحصل ذلك بسبب الألم الناشئ من الجيوب الأنفية الأمامية، وهي أعلى عظام الحاجب. أقل شيوعًا هو الألم المشار إليه في المنطقة الصدغية أو القذالية أو الخلفية. قد يحدث رعاف أو إفراز مصلي من الأنف. قد تؤثر الأعراض العصبية على العصب القحفي الخامس المجاور وخاصة العصب تحت الحجاجي.

## علم الأمراض
يرتبط علم أمراض الجيوب الأنفية بالرضح الضغطي ارتباطًا مباشرًا بقانون بويل، الذي ينص على أن حجم الغاز يتناسب عكسًا مع الضغط عليه، عندما تكون درجة الحرارة ثابتة
(P1 × V1 = P2 × V2) لوحظ نوعان من الرضح الضغطي الحاد: الضغط والضغط العكسي.
عند الصعود، سوف يتمدد الهواء في الجيوب الأنفية وفقًا لقانون بويل، ويتقلص أثناء النزول. تصب الجيوب الأنفية عادة في التجويف الأنفي من خلال فوهات الصغيرة، والتي تسمح بإزالة الأغشية المخاطية والتهوية التي توازن الضغط. ومع ذلك، عندما يحدث انسداد الفتحة بسبب الالتهاب، أو الأورام الحميدة، أو سماكة الغشاء المخاطي، أو التشوهات التشريحية، أو غيرها من الآفات، فإن موازنة الضغط أمر مستحيل. ينتج الضغط عند الهبوط عندما يتقلص الهواء المحبوس في الجيوب الأنفية وينتج عنه ضغط سلبي. توجه فروقات الضغط إلى مركز الجيوب الأنفية ما يؤدي إلى الوذمة المخاطية، والارتشاح، والورم الدموي المخاطي أو تحت المخاطي، ما يؤدي إلى انسداد إضافي لفوهة الجيوب الأنفية. سوف يمتلئ الجيب بالسوائل أو الدم ما لم تحيد فرق الضغط.
إذا كان المنفذ مسدودًا أثناء الصعود، يعكس الموقف ويظهر الضغط العكسي. يزداد الضغط داخل الجيوب الأنفية، ما يؤثر على جدران الجيوب الأنفية ويؤدي إلى الألم أو الرعاف.

## الموقع
تحدث غالبية نوبات الرضح الضغطي الجيوب الأنفية في الجيوب الأمامية مع وجود ألم في المنطقة الأمامية. قد تكون التفسيرات المحتملة لذلك هي القناة الأنفية الأمامية الطويلة والحساسة نسبيًا التي تربط التجويف الأمامي الضيق بالجيوب الأنفية الأمامية.
يلاحظ الرضح الضغطي الموجود في الجيوب الأنفية العلوية أو الغربالية أو الوتدية بشكل أقل تكرارًا ويظهر عند انسداد الفوهة؛ من المحتمل أن تكون غالبية الحالات ناجمة عن عدوى حادة في الجهاز التنفسي العلوي. من المحتمل أن يُظهر حجم فرق الضغط اللازم لإنتاج الرضح الضغطي تباينًا فرديًا كبيرًا ويرتبط بحجم فوهة الجيوب الأنفية ومعدل تغير الضغط المحيط. نتيجة لذلك، حتى الطيران التجاري قد ينتج عنه حالات شديدة من الصدمات، على الرغم من أن معظم الحالات لوحظت في الطائرات عالية الأداء ذات الكبائن ذات الضغط المنخفض.

## التشخيص
تحدث معظم الحالات في الغواصين، ويمكن تشخيصها بسهولة عند عرضها على الأطباء فور التعرض لها. من ناحية أخرى، قد تبقى المشكلة غير مشخصة عندما يفشل التاريخ في ربط الأعراض بالتعرض لتغيرات الضغط البيئي أو إذا كان التركيز على مسببات أخرى.